# ساماسی
ساماسی (به ایتالیایی: Samassi) یک کومونه در ایتالیا است که در استان مدیو کامپیدانو واقع شده‌است.

## خصوصیات
ساماسی ۴۲٫۲ کیلومترمربع مساحت و ۵٬۳۳۲ نفر جمعیت دارد.